# Gaultheria subcorymbosa
Gaultheria subcorymbosa är en ljungväxtart som beskrevs av William Colenso.
Gaultheria subcorymbosa ingår i släktet Gaultheria och familjen ljungväxter. Inga underarter finns listade i Catalogue of Life.